# El Vilar (Lladurs)
El Vilar és una masia del poble de Timoneda pertanyent al municipi de Lladurs, comarca del Solsonès.